# Ambavia
Ambavia, maleni biljni rod iz porodice Annonaceae smješten u potporodicu Ambavioideae. Postoje dvije taksonomski priznate vrste, obje su madagaskarski endemi

## Vrste
1. Ambavia capuronii (Cavaco & Keraudren) Le Thomas
2. Ambavia gerrardi (Baill.) Le Thomas